# Acacia maschalocephala
Acacia maschalocephala är en ärtväxtart som beskrevs av August Heinrich Rudolf Grisebach. Acacia maschalocephala ingår i släktet akacior, och familjen ärtväxter. Inga underarter finns listade i Catalogue of Life.